# Sālote Lupepauʻu

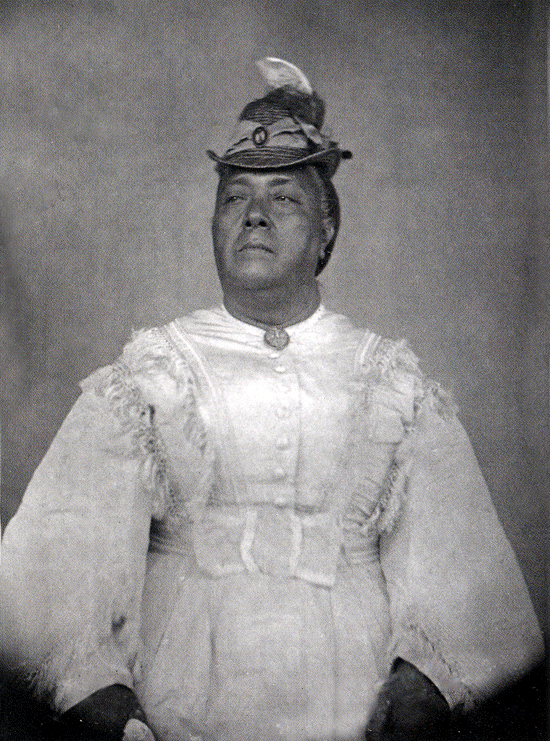
Königin Sālote, 1874. Porträt von Frederick Hodgeson, dem Fotografen der Challenger-Expedition.

Sālote Lupepauʻu (* ~ 1811; † 8. September 1889) war die Königin-Mutter von Tonga von 1845 bis 1889. Sie war die Frau von George Tupou I. und Namensgeberin des Queen Salote College.

## Leben
Lupepauʻu wurde um 1811 geboren. Sie war die Tochter von Tamatauʻhala, des Makamālohi (Vater), und von Halaʻevalu Moheʻofo (Mutter). Ihr Vater wiederum war der Enkel des  Tuʻi Tonga Fefine und ihre Mutter die Tochter von Fīnau ʻUlukālala II ʻi Feletoa. Lupepauʻu wurde nach der Tradition zum höchsten Adel (sino'i 'eiki) gezählt. Schon in jungen Jahren wurde sie mit Laufilitonga, dem letzten Tuʻi Tonga, vermählt. Einige Zeit nach Laufilitongas Niederlage in der Schlacht von Velata gegen Tāufaʻāhau (den späteren George Tupou I.) brannte Tāufaʻāhau mit Lupepauʻu durch. Nach seiner Konversion zum Christentum entließ Tāufaʻāhau alle seine Nebenfrauen und deren Kinder und machte Lupepauʻu zu seiner einzigen Hauptfrau. In dieser Zeit nahm Tāufaʻāhau auch den Namen George Tupou I. an zu Ehren von König George III., während Lupepauʻu den Namen Sālote (Charlotte) annahm, zu Ehren von Königin Sophie Charlotte.
Mit George Tupou I. hatte sie zwei Söhne: Tuʻuakitau (1839–1842) und Vuna Takitakimālohi (1844–1862). Ihre Kinder waren die einzigen Erben von Tupou I., die als legitime und wählbare Kinder anerkannt wurden und Anspruch auf Sukzession auf dem Thron von Tonga nach christlichem Recht hatten. Der Tod von Vuna, der 1862 kinderlos verstarb, stellte die Nachfolge in Frage. Der Thron blieb daher auch über dreizehn Jahre vakant bis zur Verkündung der ersten Verfassung von Tonga 1875, in dieser wurde Tupous illegitimer Sohn Tēvita ʻUnga legitimiert und als Kronprinz benannt.
Lupepauʻu starb am 8. September 1889. 1914 wurde das Kolisi Fefine in Queen Salote College umbenannt. Der Name Sālote wurde in der Folge ein Traditionsname der königlichen Familie von Tonga. Die Ururenkelin ihres Mannes, Sālote Tupou III., jedoch erhielt ihren Namen von der Urgroßmutter Sālote Mafile‘o Pilolevu.